# Helena Normanton
Helena Florence Normanton, KC (Londres, 14 de desembre de 1882 - 14 d'octubre de 1957), fou una pionera en l'àmbit jurídic al Regne Unit. Va ser la primera dona a beneficiar-se de la Sex Disqualification (Removal) Act de 1919, fet que li va permetre accedir a una institució d’advocats.
El novembre de 1922, es va convertir en la segona dona admesa al Col·legi d’Advocats d’Anglaterra i Gal·les, seguint els passos d'Ivy Williams, qui ho havia aconseguit el maig del mateix any. A més, després del seu matrimoni, va decidir conservar el seu cognom de soltera i, el 1924, esdevingué la primera dona casada al Regne Unit a obtenir un passaport amb el seu nom de naixement.

## Biografia
Normanton va néixer a l'est de Londres, filla de Jane Amelia (cognom de soltera Marshall) i del pianista William Alexander Normanton L'any 1886, quan només tenia quatre anys, el seu pare va ser trobat sense vida en un túnel ferroviari. La seva mare, que possiblement ja s'havia separat d'ell—aquella època marcava amb un fort estigma les dones en aquesta situació—, va criar sola Helena i la seva germana petita, Ethel. Per tirar endavant, va començar a llogar habitacions a la casa familiar i, posteriorment, es va traslladar a Brighton, on va regentar primer un supermercat i més tard una pensió.
Normanton explica el moment en què va decidir dedicar-se a l'advocacia al seu llibre Everyday Law for Women. Descriu que, quan tenia dotze anys, va acompanyar a la seva mare a l'oficina d'un advocat i va observar com aquesta tenia dificultats per comprendre els consells legals que li oferien. Aquella experiència la va marcar profundament i la va impulsar a seguir una carrera en el dret. Normanton va reconèixer aquesta situació com una forma de discriminació sexual i va voler ajudar a totes les dones a accedir al dret, que fins a aquest moment era una professió reservada als homes.
En el llibre, Normanton reflexiona: "Todavía no me gusta que las mujeres obtengan lo peor de cada trato por falta de conocimiento legal elemental, que en cambio es habitual entre los hombres".
Va cursar els estudis d'història moderna a la Universitat de Londres com a estudiant externa, on es va graduar amb honors.Va fer classes d'història en la Universitat de Glasgow i en la Universitat de Londres, i va començar a parlar i a escriure sobre temes feministes. Va parlar en reunions de la Women's Freedom League i va fer costat al Congrés Nacional Indi.

## Carrera jurídica
Des de ben jove, Normanton ja aspirava a exercir com a advocada. L'any 1918, va presentar una sol·licitud per ingressar com a estudiant al Middle Temple, però aquesta va ser rebutjada. Davant d'aquesta decisió, va decidir impugnar-la davant la Cambra dels Lords. Finalment, el 24 de desembre de 1919, només unes hores després que entrés en vigor la Sex Disqualification (Removal) Act de 1919, va tornar a presentar la seva sol·licitud i va ser admesa al Middle Temple.. Es va casar amb Gavin Bowman Watson Clark en 1921, però va conservar el seu cognom de soltera per raons professionals. L'any 1924, Normanton va fer història en convertir-se en la primera dona britànica casada a rebre un passaport amb el seu cognom de soltera. Aquesta decisió va ser un acte significatiu de reivindicació de la seva identitat i independència legal.
El 17 de novembre de 1922, Normanton es va convertir en la segona dona a formar part del Col·legi d'Advocats, poc després de Ivy Williams. A més de la seva fita inicial, va aconseguir diversos primers assoliments en el món legal: va ser la primera dona a obtenir un divorci per a un dels seus clients, la primera dona a liderar l'acusació en un judici per assassinat, i la primera dona a realitzar un judici als Estats Units i a comparèixer tant en el Tribunal Superior com a l'Old Bailey. El 1949, juntament amb Rose Heilbron, va ser una de les dues primeres dones nomenades Conselleres de la Reina al "English bar".

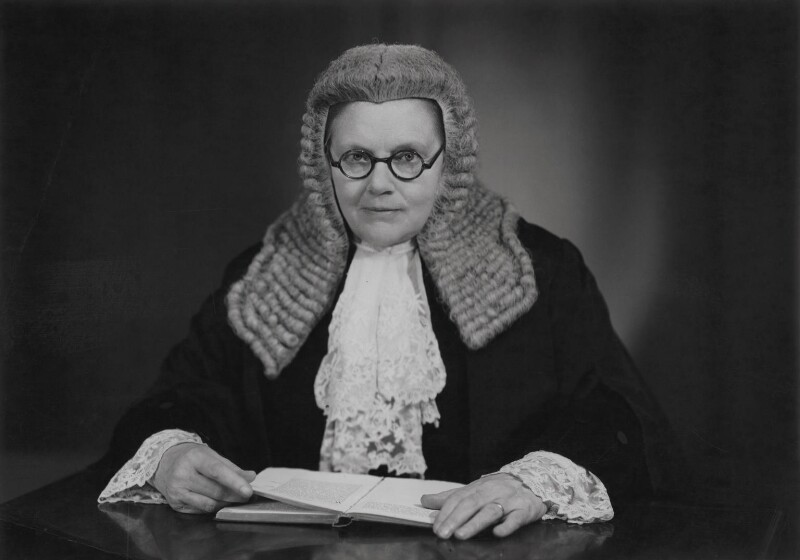
Fotografia d'Helena Normanton presa en 1950

## Feminisme
Normanton va ser una fermíssima defensora dels drets de la dona i del sufragi femení. Creia fermament que homes i dones haurien de mantenir els seus diners i propietats per separat. En aquest context, va aconseguir una fita important al convertir-se en la primera dona casada a Gran Bretanya a obtenir un passaport amb el seu cognom de soltera, reafirmant la seva independència personal i legal. També va ser pacifista, i va secundar així mateix la Campanya per al Desarmament Nuclear.
Deu anys més tard de l'aprovació de la Sex Disqualification (Removal) Act de 1919, Helena Normanton va intervenir en la setena Conferència Anual de la Women's Engineering Society al juliol de 1929, juntament amb la professora Winifred Cullis, la primera dona a ocupar una càtedra en una escola de medicina, i l'arquitecta Edna Mosley. En el seu discurs, Normanton destacà que hi havia "gairebé un centenar de dones advocades en aquest país i la majoria d'elles són brillants; ella no creia en el boicot als homes professionalment, però sí que les dones haurien de poder exercir la seva professió lliurement. Va remarcar que, tot i el considerable avanç en la posició de les dones, hi havia àrees en què seguien sent excloses: Podien convertir-se en enginyeres però no ministres de l'Església; no podien entrar en els portals sagrats de la Borsa de Valors ni en la Cambra dels Lords; podien convertir-se en ministres del gabinet, però no en ambaixadores. Mentre que a qualsevol dona se li negava la posició a la qual la seva capacitat la dirigia, tota la feminitat es reduïa"..
Normanton va exercir com a Assessora Legal Honorària de la Women's Engineering Society des de 1936 fins a 1954, succeint en aquest càrrec a Theodora Llewelyn Davies. La seva contribució a aquesta institució va ser fonamental per al desenvolupament i la defensa dels drets de les dones en l'àmbit de l'enginyeria..
Normanton va fer una intensa campanya a favor de la reforma del divorci i va ser presidenta de la Married Women's Association fins a l'any 1952. En aquell any, altres membres de la directiva van dimitir a causa d'un document que ella havia presentat davant la Comissió Real sobre el Divorci, un document que consideraven "anti-home". Com a resultat d'aquesta situació, Normanton va fundar una organització dissident anomenada Council of Married Women, amb l'objectiu de continuar lluitant per les reformes que considerava essencials per a la igualtat de drets en el matrimoni i el divorci.
Normanton va fundar la Societat de la Carta Magna, una organització que defensava els drets individuals i la llibertat. A més, va ser pacifista durant tota la seva vida i va expressar el seu rebuig contra l'ús de la bomba nuclear després de la Segona Guerra Mundial, un posicionament que reflectia el seu profund compromís amb la pau i els drets humans.

## Mort i enterrament
Normanton va morir el 14 d'octubre de 1957. Després de la seva cremació, la van enterrar al costat del seu home, Gavin Bowman Watson Clark, en el cementiri d'Ovingdean, a Sussex.

## Llegat
Al febrer de 2019, el número 218 de Strand Chambers va passar a anomenar-se Normanton Chambers en honor a Helena Normanton. Aquest va ser el primer cas en què una cambra de barristers adoptava el nom d'una dona, un reconeixement a la seva contribució pionera al món del dret.
En 2020, l'advocada Karlia Lykourgou va inagurar la primera botiga dedicada a roba per a dones per als tribunals, degut a que les peces que existien eren poc pràctiques i còmodes. Ho va anomenar Ivy & Normanton, amb honor a Ivy Williams, la primera dona a formar part del Col·legi d'Advocats al maig de 1922, i Helena Normanton.
A l'abril de l'any 2021, English Heritage (organisme públic del govern del Regne Unit) va anunciar que Normanton era una de les sis dones a les quals honraven amb una placa blava enguany, marcant el lloc on va viure durant la primera part de la seva carrera legal.

## Obra
- Sex Differentiation in Salary, 1915
- l'Índia in England, 1915
- Oliver Quendon's First Case, 1927 (una novel·la romàntica i de detectives publicades sota el pseudònim Cowdray Browne)
- The Trial of Norman Thorne: the Crowborough chicken farm murder, 1929
- Trial of Alfred Arthur Rouse, 1931
- Everyday Law for Women, 1932
- The Trial of Mrs. Duncan, 1945

## Arxiu
Els arxius d'Helena Normanton es els podem trobar aThe Women's Library a la Biblioteca de la London School of Economics, ref 7HLN